# Davos
Davos er en by i det østlige Schweiz, i kantonen Graubünden. Byen ligger 1.560 m.o.h. og er den højest beliggende købstad i Europa. Byen har 10.862 (2019) indbyggere. 
Davos er meget langstrakt og smal. Byen består i realiteten af to sammenvoksede småbyer, Davos-Dorf og Davos-Platz.

## Turisme
Davos er kendt som vintersportsted og for sin rolle som værtsby for de årlige møder i World Economic Forum, der samler fremtrædende og indflydelsesrige mennesker hver vinter.
Byen blev oprindelig et populært rejsemål fordi klimaet blev vurderet som glimrende af læger og anbefalet for patienter med lungesygdomme. Arthur Conan Doyle skrev en artikel om skisport i 1899. Senere blev Davos berømt som vintersportsted, specielt for turister fra Storbritannien og Holland.
Davos er en populær vintersportsdestination, og blandt andet blev der i tiden, hvor hurtigløb på skøjter blev afviklet på naturlig is, afviklet adskillige internationale mesterskaber, ligesom der blev sat en række verdensrekorder, begyndende med rekorden i 1.500 m af Peder Østlund i 1898.

## Infrastruktur
Hver bydel har sin egen kabelbane: Parsenn-Bahn ved Davos-Dorf og Schatzalp-Bahn ved Davos-Platz. Schatzalp Bahn ejes af Hotel Schatzalp. Kabelbanen forbinder hovedgaden i Davos-Platz med Hotel Schatzalp, der ligger i skoven 300 meter over byen.
Davos er en af endestationerne på Bernina-Express, det tog, som gennem en spektakulær rejserute fører ned til den italienske by Tirano.